# قاسم‌آباد اخوان
قاسم‌آباد اخوان، روستایی از توابع بخش مرکزی شهرستان ورامین در استان تهران ایران است.

## جمعیت
این روستا در دهستان بهنام وسط شمالی قرار دارد و براساس سرشماری مرکز آمار ایران در سال ۱۳۸۵، جمعیت آن ۷۷ نفر (۲۱خانوار) بوده‌است.